# Бечелов, Ильяс Борисович
Ильяс Борисович Бечелов (род. 5 марта 1951) — офицер МВД СССР, российский политический и государственный деятель, член Совета Федерации — представитель Парламента Кабардино-Балкарии (1999—2001), член Совета Федерации от правительства Кабардино-Балкарии (2010—2014).

## Биография
В 1973 году окончил Кабардино-Балкарский государственный университет, в 1982 году — Академию МВД СССР.
В 1973—1975 годах командовал ротой. С 1975 года — начальник отряда, заместитель начальника по политико-воспитательной работе учреждения МВД Кабардино-Балкарской Республики. В 1982—1988 годах — заместитель начальника, начальник отдела исправительно-трудовых учреждений МВД КБР.
Депутат Верховного Совета Кабардино-Балкарии двенадцатого созыва, депутат Совета Республики Парламента КБР первого созыва.
14 декабря 1997 года избран в двухпалатный парламент Кабардино-Балкарии второго созыва, до 4 июня 2001 года являлся председателем Совета представителей Парламента.
31 марта 1999 года постановлением Совета Федерации № 121-СФ признаны полномочия Бечелова как члена СФ, представителя Парламента Кабардино-Балкарской Республики.
17 мая 2000 года постановлением Совета Федерации № 98-СФ полномочия Бечелова подтверждены.
Постановлением Совета Федерации № 168-СФ от 6 июня 2001 года полномочия И. Б. Бечелова прекращены с 1 июня 2001 года.
В 2002 году официально занял должность министра труда и социального развития Кабардино-Балкарии, освобождённую в 2001 году Б. М. Зумакуловым. В 2003 году подал в отставку, и в 2004 его сменил М. Х. Туменов.
7 декабря 2003 года избран в однопалатный парламент Кабардино-Балкарии третьего созыва, первое заседание которого состоялось 22 декабря. В течение всего срока полномочий до 2009 года являлся председателем Парламента.
В 2009—2010 годах возглавлял региональное отделение Фонда социального страхования, состоял в Комитете по законодательству и государственному строительству Кабардино-Балкарского парламента, а также в Комитете по вопросам законности, правопорядка и общественной безопасности.
11 ноября 2010 года постановлением Парламента Кабардино-Балкарской Республики № 534-П-П одобрено назначение И. Б. Бечелова членом Совета Федерации — представителем исполнительного органа государственной власти. С декабря 2010 года состоял в Комитете по социальной политике и здравоохранению, с января 2011 года — член Комиссии по делам молодёжи и туризму, в марте 2011 года стал заместителем председателя комиссии.
10 октября 2014 года новым представителем исполнительного органа государственной власти Кабардино-Балкарии в Совете Федерации стал Арсен Каноков.

## Награды
- Орден «За заслуги перед Кабардино-Балкарской Республикой» (13 мая 2019) — за заслуги в становлении государственности и большой вклад в развитие законодательства и парламентаризма
- Орден Дружбы (4 декабря 2006)[11]